# Clouds (Tiamat)
Clouds è il terzo album della band gothic metal Tiamat; è uscito nel 1992.

## Tracce
1. In a Dream – 5:12
2. Clouds – 3:40
3. Smell of Incense – 4:29
4. A Caress of Stars – 5:26
5. The Sleeping Beauty – 4:10
6. Forever Burning Flames – 4:22
7. The Scapegoat – 4:56
8. Undressed – 7:10

## Formazione
- Johan Edlund - voce, chitarra
- Thomas Petersson - chitarra
- Johnny Hagel - basso
- Niklas Ekstrand - batteria
- Kenneth Roos - tastiere